# رنه تارتارا
رنه تارتارا (فرانسوی: René Tartara‎؛ ۱۴ نوامبر ۱۸۸۱ – ۳ سپتامبر ۱۹۲۲) یک شناگر و بازیکن واترپلو اهل فرانسه بود.
از افتخارات وی می‌توان به کسب مدال برنز شنای ۲۰۰ متر تیمی در بازی‌های المپیک تابستانی ۱۹۰۰ اشاره کرد.